# 1488
Évszázadok: 14. század – 15. század – 16. század
Évtizedek: 1430-as évek – 1440-es évek – 1450-es évek – 1460-as évek – 1470-es évek – 1480-as évek – 1490-es évek – 1500-as évek – 1510-es évek – 1520-as évek – 1530-as évek
Évek: 1483 – 1484 – 1485 – 1486 –  1487 – 1488 – 1489 – 1490 – 1491 – 1492 – 1493

## Események

### Határozott dátumú események
- február 3. – A portugál Bartolomeu Dias megkerüli a Jóreménység fokát. (Ő az első európai hajós aki ilyen messze délre jutott.)[1]
- március 20. – Brünnben és Augsburgban kinyomtatják Thuróczi Jánosnak, a királyi személyes jelenlét ítélőmesterének munkáját, a Chronica Hungarorumot, amely a kezdetektől 1487 augusztusáig tárgyalja a magyarok történetét.[2]
- június 11. – III. Jakab skót király Stirling közelében elveszíti a sauchieburni csatát, melyben elfogták és megölték.[3]
- július 29. – III. Iván moszkvai nagyfejedelem  ágyúöntőket, aranyműveseket és bányászokat kér Hunyadi Mátyástól, és érdeklődik, hogy számíthat-e támogatására IV. Kázmér lengyel király ellen.[4]

### Határozatlan dátumú események
- október 21. előtt – A Boroszlóba távozó Mátyás király a nádori jelenlét bíráját, Nagylucsei Orbán egri püspököt és kincstartót nevezi ki királyi helytartóvá és megbízza a tárnokmesteri teendők ellátásával.
- az év folyamán –
  - A Corvina Könyvtár állománya mintegy 2 500 kötet, néhány nyomtatott munkát kivéve csupa kézzel írt kódex.
  - Esztergom környékén írásba foglalják a Bagonyai ráolvasásokat. (A három ráolvasást magába foglaló magyar nyelvű nyelvemlék lófekély, szemdög (valamilyen szembetegség) és a lovak lábficamának gyógyítására szolgált.)
  - Giovanni Dalmata szobrász a budai királyi kőfaragóműhely vezetője.
  - Filippino Lippi Mátyás megrendelésére megfesti a király arcképét.
  - Andrea Mantegna Rómában emlékezetből elkészíti Mátyás portréját.
  - Mátyás 3 évre meghosszabbítja a békét a törökkel.
  - VIII. Károly francia király serege legyőzi az Orleans hercege és Bretagne hercege vezette lázadó erőket St. Aubin du Cormier-nél.
  - IV. Jakab skót király trónra lépése.
  - Michelangelo Buonarroti Domenico Ghirlandaio mesterhez kerül tanoncnak.

## Születések
- Antonio da Correggio itáliai festőművész
- Josef Karo rabbi, zsidó hittudós († 1575)
- Sebastian Münster tudós, térképész, csillagász

## Halálozások
- június 11. – III. Jakab skót király  (* 1452)
- szeptember 9. – II. Ferenc, Bretagne hercege (lovasbaleset)